# عزیزآباد (هرات)
عزیزآباد یک روستا در منطقه شیندند ولایت هرات در کشور افغانستان است.
به دلیل حمله‌ای که در روز جمعه ۲۲ اوت ۲۰۰۸ رخ داد و در آن یک هواپیمای جنگنده آمریکایی به طور غیرقانونی به غیرنظامیان شلیک کرد و ۶۰ کودک و ۳۰ بزرگسال را کشت و همچنین بسیاری از خانه‌ها را ویران کرد برای جهانیان شناخته شده است.